# Lego Star Wars: El Despertar de la Fuerza
Lego Star Wars: El Despertar de la Fuerza es un videojuego de acción-aventura Lego desarrollado por TT Games y publicado por Warner Bros. Interactive Entertainment. Es la quinta entrega de la serie Lego Star Wars, que salió a la venta el 28 de junio de 2016, para Microsoft Windows, PlayStation 3, PlayStation 4, Xbox 360, Xbox One, Nintendo 3DS, PlayStation Vita y Wii U. Además de la adaptación de la película, el juego incluirá contenido que abarca desde   Star Wars: Episode VI - Return of the Jedi  hasta  Star Wars: Episodio VII - El despertar de la Fuerza .

## Personajes
El juego cuenta con más de 200 personajes jugables , incluyendo a Rey, Finn, la capitana Phasma, Poe Dameron, Han Solo, Kylo Ren y una gran gama de droides, incluyendo a C-3PO y BB-8, además de diversos sitios, entre ellos Jakku y la base Starkiller.

## Jugabilidad
La jugabilidad es similar a la larga serie de videojuegos de la franquicia LEGO, podrás volar por la galaxia, ir a lugares como Jakku y la Base Starkiller y utilizando múltiples vehículos diferentes. También se han mejorado los movimientos de los personajes haciendo que tengas más variedad de formas de destruir a tus enemigos.

## Audio
El videojuego contó con las voces de Daisy Ridley, Oscar Isaac, John Boyega, Adam Driver, Carrie Fisher, Harrison Ford, Anthony Daniels, Domhnall Gleeson, Gwendoline Christie y Max von Sydow repitiendo sus papeles de El Despertar de la Fuerza, así como Tom Kane repitiendo su papel del Admiral Ackbar de varios videojuegos de Star Wars.